# Alexandre Rey Colaço

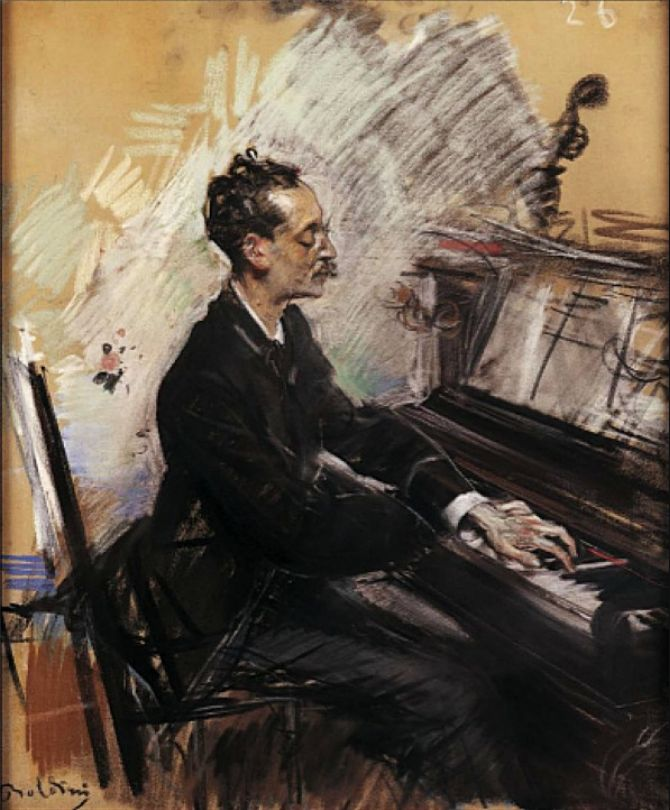
Pianista A. Rey Colaco, de Giovanni Boldini

Alexandre Rey Colaço (Tànger, Marroc, 30 d'abril de 1854 - Lisboa, Portugal, 11 de setembre de 1928) fou un compositor portuguès.
Descendent d'una família de diplomàtics, que representà a Portugal en el Marroc durant un període de cent cinquanta anys. Des de molt jovenet manifestà, aptituds per la música, i la seva família l'envià a Madrid, en el qual Conservatori guanyà el primer premi de piano, en la classe de Dámaso Zabalza, el 1874.
Després viatjà donant concerts, i a Lisboa va conèixer el comte Daupias, gran protector de les belles arts, el qual el pensionà per anar a Parísi Alemanya. A Berlín freqüentà durant quatre anys la Hoch-Schule-für Musik i va viure amb molt de contacte amb Joachim i totes les grans figures musicals d'aquell centre, que li demostraven sempre gran amistat i consideració.
Després fou pianista de la cort portuguesa i professor de música de l'últim rei de Portugal, Manuel II, així com del seu desgraciat germà Lluís Felip. Els últims anys de la seva vida laboral fou professor de classe de piano del Conservatori de Lisboa. Com a compositor, a Rey Colaço se li deu una col·lecció de fados, i de cants i balls populars portuguesos, que a Espanya i Portugal gaudiren de gran popularitat.
Fou pare de l'actriu Amelia Rei Colaço, que fou considerada a Portugal com la primera artista de la seva generació.